# 横山町 (金沢市)
横山町（よこやままち）は、石川県金沢市の町名。現行行政地名。

## 地理
隣は、材木町、東山、天神町、暁町。
兼六元町、材木町、暁町、桜町、天神町の中間に位置している。

## 世帯数と人口
2022年（令和4年）8月1日現在の世帯数と人口は以下の通りである。
| 町丁   | 世帯数  | 人口    |
| ------ | ------- | ------- |
| 横山町 | 555世帯 | 1,055人 |

## 小・中学校の学区
市立小・中学校に通う場合、学区は以下の通りとなる。。
| 番地 | 小学校             | 中学校             |
| ---- | ------------------ | ------------------ |
| 全域 | 金沢市立兼六小学校 | 金沢市立兼六中学校 |

## 交通

### 鉄道
町内に鉄道駅はない。

### バス
- 北鉄バス（北陸鉄道・北鉄金沢バス）　横山町バス停
- 金沢ふらっとバス材木ルート　賢坂辻、横山児童公園、横山町バス停

北鉄バスと金沢ふらっとバスの横山町バス停は全く別の場所にある。

### 道路
- 国道159号

## 施設
- ひまわりチェーン横山町店